# Volksabstimmungen in der Schweiz 2014
Dieser Artikel bietet eine Übersicht der Volksabstimmungen in der Schweiz im Jahr 2014.
In der Schweiz fanden 2014 auf Bundesebene zwölf Volksabstimmungen statt, im Rahmen von vier Urnengängen am 9. Februar, 18. Mai, 28. September und 30. November. Dabei handelte es sich um neun Volksinitiativen, zwei Gegenentwürfe zu zurückgezogenen Volksinitiativen und ein fakultatives Referendum.

## Abstimmungen am 9. Februar 2014

### Ergebnisse
| Nr. | Vorlage | Art | Stimm- berechtigte | Abgegebene Stimmen | Beteiligung | Gültige Stimmen | Ja        | Nein      | Ja-Anteil | Nein-Anteil | Stände | Ergebnis |
| --- | --- | --- | ------------------ | ------------------ | ----------- | --------------- | --------- | --------- | --------- | ----------- | ------ | -------- |
| 578 | Bundesbeschluss vom 20. Juni 2013 über die Finanzierung und den Ausbau der Eisenbahninfrastruktur (direkter Gegenentwurf zur Volksinitiative «Für den öffentlichen Verkehr»)                                                      | GE  | 5'211'426          | 2'930'777          | 56,24 %     | 2'865'054       | 1'776'878 | 1'088'176 | 62,02 %   | 37,98 %     | 22:1   | ja       |
| 579 | Eidgenössische Volksinitiative vom 4. Juli 2011 «Abtreibungsfinanzierung ist Privatsache – Entlastung der Krankenversicherung durch Streichung der Kosten des Schwangerschaftsabbruchs aus der obligatorischen Grundversicherung» | VI  | 5'211'426          | 2'940'167          | 56,42 %     | 2'892'609       | 0'873'060 | 2'019'549 | 30,18 %   | 69,82 %     | ½:22½  | nein     |
| 580 | Eidgenössische Volksinitiative vom 14. Februar 2012 «Gegen Masseneinwanderung» | VI  | 5'211'426          | 2'948'156          | 56,57 %     | 2'908'406       | 1'463'854 | 1'444'552 | 50,33 %   | 49,67 %     | 14½:8½ | ja       |

### Finanzierung der Eisenbahninfrastruktur
1998 hatten Volk und Stände dem Fonds für die Finanzierung von Infrastrukturvorhaben des öffentlichen Verkehrs (FinöV) zugestimmt. Gemäss einer im Januar 2012 präsentierten Botschaft des Bundesrates sollte dieser 2014 durch einen neuen Bahninfrastrukturfonds abgelöst werden, der wiederum den zentralen Bestandteil eines Bundesbeschlusses über die Finanzierung und Ausbau der Bahninfrastruktur (FABI) bilden sollte. Für den Fonds sollten einerseits bestehende Finanzierungsquellen (LSVA, allgemeine Bundesmittel) übernommen werden, andererseits erhöht (Anteile aus Erträgen der Mehrwert- und Mineralölsteuer) oder durch neue Finanzierungsquellen (Beiträge der Kantone) ergänzt werden. Der Fonds war ein Gegenentwurf zu der vom Verkehrs-Club der Schweiz eingereichten Volksinitiative «Für den öffentlichen Verkehr», die eine Änderung des Verteilschlüssels der Mittel aus den Treibstoffabgaben zugunsten des Schienenverkehrs verlangt hatte. Nachdem das Parlament seine Zustimmung zu FABI gegeben hatte, zogen die Initianten ihr Begehren zurück, da sie ihre Forderungen weitgehend erfüllt sahen. Eine breite Allianz aus FDP, CVP, SP, Grünen, GLP, BDP und EVP warb für die Vorlage. Sie betonte deren Wichtigkeit für den öffentlichen Verkehr, da sie die Rechtsgrundlage für Investitionen in einen weiteren Kapazitätsausbau im Schienenverkehr darstelle. Auf der Gegenseite waren die SVP und kleine Rechtsaussenparteien der Ansicht, dass die Automobilisten zu stark an den Kosten der Bahninfrastruktur beteiligt würden. Über drei Fünftel der Abstimmenden nahmen die Vorlage an, nur im Kanton Schwyz resultierte eine knappe Nein-Mehrheit.

### Abtreibungsfinanzierung
Die deutliche Zustimmung von Volk und Ständen zur Einführung der Fristenregelung im Juni 2002 führte zur Abschaffung des generellen Abtreibungsverbots. Seither sind Abtreibungen während der ersten zwölf Wochen einer Schwangerschaft grundsätzlich erlaubt, wobei die Kosten zulasten der obligatorischen Krankenpflegeversicherung gehen. Die Kostenübernahme missfiel christlich-konservativen Kreisen, welche die Anzahl Abtreibungen möglichst gering halten wollten und deshalb im Juli 2011 eine Volksinitiative einreichten. Sie forderte, dass Schwangerschaftsabbrüche und Mehrlingsreduktionen nicht mehr in der obligatorischen Grundversicherung der Krankenkassen eingeschlossen sind. Seltene Ausnahmen sollten erlaubt sein, wurden aber nicht explizit genannt. Unterstützung erhielten die Initianten von der EDU, der EVP und der SVP (bei letzterer jedoch vor allem in der Romandie mit mehreren abweichenden Kantonalparteien). Die Befürworter waren der Meinung, eine Abtreibung dürfe nicht von der Krankenkasse finanziert werden, da die Schwangerschaft keine Krankheit sei. Zudem sollten Abtreibungsgegner nicht gezwungen werden, über Krankenkassenprämien Abtreibungen mitzufinanzieren, die sie prinzipiell ablehnen. Gegen die Initiative wandten sich linke und bürgerliche Parteien (darunter auch die CVP) sowie Frauenorganisationen und der Verein «Nein zum Angriff auf die Fristenregelung». Die bewährte Fristenregelung würde infrage gestellt, und finanziell oder sozial schlechter gestellte Frauen würden im Fall einer ungewollten Schwangerschaft stigmatisiert. Zudem seien die erhofften Einsparungen vernachlässigbar, und die Zahl der Abtreibungen sei auf sehr tiefem Niveau stabil. Über zwei Drittel der Abstimmenden lehnten die Initiative ab, eine sehr knappe Ja-Mehrheit fand sie nur im Kanton Appenzell Innerrhoden.

### Masseneinwanderungsinitiative
Nach dem Inkrafttreten der bilateralen Verträge zwischen der Schweiz und der Europäischen Union kritisierte die SVP wiederholt die gestiegene Zuwanderung von Ausländern und reichte deshalb im Februar 2012 eine Volksinitiative ein. Sie forderte, dass die Schweiz die  Zuwanderung wieder durch Höchstzahlen und Kontingente steuern und begrenzen soll, wobei die gesamtwirtschaftlichen Interessen des Landes zu beachten seien. Völkerrechtliche Verträge, die diesem Ziel widersprechen, sollten nicht mehr abgeschlossen werden dürfen. Zudem sollten bestehende Verträge innerhalb von drei Jahren entsprechend nachverhandelt werden. Bundesrat und Parlament empfahlen die Initiative zur Ablehnung. Neben der SVP unterstützten kleine Rechtsaussenparteien die Initiative. In einer kurzen, aber heftig und emotional geführten Abstimmungskampagne wiesen die Befürworter darauf hin, dass die Schweiz die Kontrolle über die Zuwanderung verloren habe, was zahlreiche negative Folgen verursache. Unter der Führung der Economiesuisse bekämpften Politiker der CVP, BDP, FDP, GLP, der Grünen und der EVP die Vorlage mit einem gemeinsamen Komitee die Vorlage. Eine Umsetzung sei nicht mit dem Abkommen über die Personenfreizügigkeit vereinbar, und die Wiedereinführung von Kontingenten würde zu hohem bürokratischem Aufwand führen. Wegen der Guillotine-Klausel würde zudem der Wegfall des Freizügigkeitsabkommens alle sieben Abkommen des bilateralen Vertragswerks gefährden, was unabsehbare negative Folgen für die Schweizer Wirtschaft hätte. Eine knappe Mehrheit von Volk und Ständen nahm die Initiative an. Deren Umsetzung erwies sich als schwierig. Die Europäische Union war zwar nicht zu Neuverhandlungen bereit, der Initiativtext enthielt aber keinen verbindlichen Auftrag, das Freizügigkeitsabkommen zu kündigen. Im Dezember 2016 einigte sich das Parlament zudem auf einen «Inländervorrang light», der inländischen Stellensuchenden in Berufsgruppen mit besonders hoher Arbeitslosigkeit einen gewissen Vorteil gegenüber Zuwanderern gewährte.

## Abstimmungen am 18. Mai 2014

### Ergebnisse
| Nr. | Vorlage | Art | Stimm- berechtigte | Abgegebene Stimmen | Beteiligung | Gültige Stimmen | Ja        | Nein      | Ja-Anteil | Nein-Anteil | Stände | Ergebnis |
| --- | --- | --- | ------------------ | ------------------ | ----------- | --------------- | --------- | --------- | --------- | ----------- | ------ | -------- |
| 581 | Bundesbeschluss vom 19. September 2013 über die medizinische Grundversorgung (direkter Gegenentwurf zur Volksinitiative «Ja zur Hausarztmedizin») | GE  | 5'221'219          | 2'915'993          | 55,85 %     | 2'817'066       | 2'480'870 | 0'336'196 | 88,07 %   | 11,93 %     | 23:0   | ja       |
| 582 | Eidgenössische Volksinitiative vom 20. April 2011 «Pädophile sollen nicht mehr mit Kindern arbeiten dürfen»                                       | VI  | 5'221'219          | 2'933'259          | 56,18 %     | 2'864'526       | 1'819'822 | 1'044'704 | 63,53 %   | 36,47 %     | 23:0   | ja       |
| 583 | Eidgenössische Volksinitiative vom 23. Januar 2012 «Für den Schutz fairer Löhne (Mindestlohn-Initiative)»                                         | VI  | 5'221'219          | 2'942'915          | 56,36 %     | 2'897'763       | 0'687'571 | 2'210'192 | 23,73 %   | 76,27 %     | 0:23   | nein     |
| 584 | Bundesgesetz vom 27. September 2013 über den Fonds zur Beschaffung des Kampfflugzeugs Gripen (Gripen-Fonds-Gesetz)                                | FR  | 5'221'219          | 2'941'136          | 56,33 %     | 2'888'487       | 1'345'726 | 1'542'761 | 46,59 %   | 53,41 %     | –      | nein     |

### Medizinische Grundversorgung
Der Verband Hausärzte Schweiz reichte im April 2010 die Volksinitiative «Ja zur Hausarztmedizin» ein. Sie forderte Massnahmen, um dem schleichenden Attraktivitätsverlust der Hausarztmedizin entgegenzuwirken. Der Bundesrat stellte der Initiative einen direkten Gegenentwurf entgegen, der nicht eine einzelne Berufsgruppe in den Fokus rückte, sondern die medizinische Grundversorgung umfassend auf die anstehenden Herausforderungen ausrichten sollte, beispielsweise durch eine verstärkte Zusammenarbeit von Gesundheitsfachpersonen oder die Förderung von Gemeinschaftspraxen und Gesundheitszentren. Nachdem das Parlament dem Gegenentwurf zugestimmt hatte, zogen die Initianten ihr Begehren zurück. Der neue Verfassungsartikel erkannte die Hausarztmedizin als Teil der medizinischen Grundversorgung an und verpflichtete Bund und Kantone dazu, sie gezielt zu fördern. Zudem sollte der Bund Vorschriften über eine angemessene Abgeltung der Leistungen der Hausarztmedizin erlassen. Fast alle Parteien unterstützten die Vorlage, ebenso die Gewerkschaften, die Verbände FMH und H+ sowie der Berufsverband der Haus- und Kinderärzte. Der neue Verfassungsartikel schaffe zusammen mit anderen Massnahmen die Voraussetzungen dafür, dass genügend und gut ausgebildete Gesundheitsfachpersonen vorhanden sein werden. Als einzige Partei auf nationaler Ebene stellte sich die SVP dagegen (bei acht abweichenden Empfehlungen von Kantonalparteien), da sie eine Einschränkung der freien Arztwahl befürchtete. Fast neun Zehntel der Abstimmenden und alle Kantone nahmen die Vorlage an.

### Pädophileninitiative
Die Organisation Marche blanche, die sich für den Schutz von Kindern vor sexueller Gewalt engagierte und 2008 mit der Volksinitiative «Für die Unverjährbarkeit pornografischer Straftaten an Kindern» erfolgreich gewesen war, reichte im April 2011 eine weitere Volksinitiative ein. Personen, die verurteilt wurden, weil sie die sexuelle Unversehrtheit eines Kindes oder einer abhängigen Person beeinträchtigt haben, sollten zwingend und endgültig das Recht verlieren, mit Kindern oder Schutzbedürftigen zu arbeiten. Bisher waren Berufsverbote lediglich in Fällen vorgesehen, in denen der Täter die Straftat in Ausübung seines Berufes begangen hat; allgemein gültige Tätigkeitsverbote waren auf fünf Jahre befristet und umfassten beispielsweise ehrenamtliche Tätigkeiten in Vereinen nicht. Der Bundesrat unterstützte zwar einen verbesserten Schutz vor Pädokriminalität, wollte dies aber mit einer Anpassung des Strafgesetzbuches erreichen, die im Dezember 2013 vom Parlament angenommen wurde. Während der Ständerat die Initiative zur Ablehnung empfahl, sprach sich der Nationalrat knapp für ihre Annahme aus. Die Befürworter erhielten Unterstützung von der SVP und der BDP, aber auch von mehreren CVP- und FDP-Kantonalparteien. Sie betonten in ihrer Kampagne den unbedingten Kindesschutz und argumentierten, dass der vom Parlament beschlossene indirekte Gegenvorschlag nicht weit genug gehe. Während die übrigen Parteien Stimmfreigabe beschlossen, argumentierten die wenigen Gegner mit dem Verhältnismässigkeitsprinzip und der Rechtsstaatlichkeit. Die Verschärfungen des Strafrechts würden ohnehin in Kraft treten, weshalb die Initiative unnötig sei. Knapp zwei Drittel der Abstimmenden und alle Kantone nahmen die Vorlage an.

### Mindestlohn-Initiative
Im März 2012 reichte der Schweizerische Gewerkschaftsbund eine Volksinitiative ein. Sie wollte den Bund und die Kantone dazu verpflichten, die Löhne zu schützen und einen gesetzlichen Mindestlohn festzulegen. Der neu aufzunehmende Verfassungsartikel nannte zwar keinen konkreten Betrag, doch in der daraufhin einsetzenden Diskussion waren die Gewerkschaften der Auffassung, dass 22 Franken in der Stunde oder 4000 Franken im Monat angemessen seien. Auch wenn der Bundesrat die Ziele der Initiative (Bekämpfung von Lohndumping und Arbeit) lobenswert fand, zweifelte er an ihrer Wirksamkeit. Vielmehr würde ein starres staatliches Lohndiktat die bewährte Sozialpartnerschaft schwächen. Das Parlament schloss sich dieser Meinung an, wobei sich ein deutlicher Links-Rechts-Gegensatz offenbarte. Die linken Parteien und alle Gewerkschaften unterstützten die Initiative. Sie machten darauf aufmerksam, dass viele Vollzeit-Arbeitende von der Sozialhilfe abhängig seien, weshalb eine Mindestlohnvorschrift eine soziale Notwendigkeit sei. Die bürgerlichen Parteien und die Wirtschaftsverbände warnten vor negativen Auswirkungen auf den Wirtschaftsstandort Schweiz; eine Annahme der Initiative könnte zum Verlust von Arbeitsplätzen führen. Mehr als drei Viertel der Abstimmenden und alle Kantone sprachen sich gegen die Vorlage aus. Die Vox-Analyse ergab, dass auch gemässigte Linke die Initiative mehrheitlich abgelehnt hatten.

### Kampfflugzeugfinanzierung
Da die Kampfflugzeuge des Typs F-5E Tiger II mittelfristig ersetzt werden mussten, liess der Bundesrat ab 2008 eine Typenevaluation durchführen. Dabei fiel die Wahl auf den noch in der Entwicklung befindlichen Gripen E, ein Mehrzweckkampfflugzeug des schwedischen Herstellers Saab. Im November 2012 legte der Bundesrat einen Gesetzesentwurf vor. Das Gripen-Fonds-Gesetz sollte als Grundlage dazu dienen, zur Finanzierung von 22 Kampfflugzeugen aus den ordentlichen Rüstungsetats einen Fonds zu schaffen. Bereits in der parlamentarischen Beratung kündigten linke und armeekritische Kreise ein Referendum an. Auch von bürgerlicher Seite gab es Kritik, entweder aus finanzpolitischen Überlegungen oder weil man von der Leistungsfähigkeit des Gripen nicht überzeugt war. Schliesslich stimmten beide Räte dem Gesetz zu, wenn auch eher knapp. Daraufhin bildeten sich zwei Komitees, die im Januar 2014 ein Referendum zustande brachten. Die intensiv geführte Abstimmungskampagne war geprägt von einer kritischen Medienberichterstattung und verschiedenen Indiskretionen rund um den Evaluationsprozess des Kampfjettyps. SVP, FDP und BDP unterstützten die Beschaffung und betonten die Wichtigkeit einer leistungsfähigen Luftraumüberwachung, während die CVP gespalten war. Die linken Gegner betrachteten die Beschaffung als Geldverschwendung und forderten eine Neuausrichtung der Schweizer Armee. Explizit für eine starke Armee sprachen sich die von der GLP angeführten bürgerlichen Gegner aus, sie kritisierten aber die Beschaffung des Gripen als konzeptlos und zu teuer. Eine knappe Mehrheit der Abstimmenden lehnte die Vorlage ab, wobei der Widerstand in der lateinischen Schweiz und in Städten der Deutschschweiz besonders ausgeprägt war.

## Abstimmungen am 28. September 2014

### Ergebnisse
| Nr. | Vorlage | Art | Stimm- berechtigte | Abgegebene Stimmen | Beteiligung | Gültige Stimmen | Ja        | Nein      | Ja-Anteil | Nein-Anteil | Stände | Ergebnis |
| --- | --- | --- | ------------------ | ------------------ | ----------- | --------------- | --------- | --------- | --------- | ----------- | ------ | -------- |
| 585 | Eidgenössische Volksinitiative vom 21. September 2011 «Schluss mit der MwSt-Diskriminierung des Gastgewerbes!» | VI  | 5'240'533          | 2'460'809          | 46,96 %     | 2'403'390       | 0'684'563 | 1'718'827 | 28,48 %   | 71,52 %     | 0:23   | nein     |
| 586 | Eidgenössische Volksinitiative vom 23. Mai 2012 «Für eine öffentliche Krankenkasse»                            | VI  | 5'240'533          | 2'472'295          | 47,18 %     | 2'445'048       | 0'933'012 | 1'512'036 | 38,16 %   | 61,84 %     | 4:19   | nein     |

### Mehrwertsteuer im Gastgewerbe
Für Speisen und alkoholfreie Getränke galt bei der Mehrwertsteuer der Normalsatz von 7,6 Prozent, für Lebensmittel im Detailhandel (inkl. Take-away-Angeboten) hingegen der reduzierte Satz von 2,5 Prozent. Im September 2011 reichte GastroSuisse eine Volksinitiative ein, die eine steuerliche Gleichbehandlung der Lieferung von Nahrungsmitteln mit Leistungen im Gastgewerbe forderte, insbesondere was die Mehrwertsteuer betrifft. Bundesrat und Parlament empfahlen die Ablehnung, da gastgewerbliche Dienstleistungen im Gegensatz zum Nahrungsmittelverkauf keine lebensnotwendigen Leistungen seien. Die erweiterte Anwendung des reduzierten Steuersatzes würde Steuerausfälle von rund 750 Millionen Franken verursachen. Um diese zu kompensieren, müsste der Steuersatz auf 3,8 Prozent angehoben werden. Unterstützung erhielten die Initianten von der SVP, kleinen Rechtsaussenparteien und dem Gewerbeverband. Die Befürworter warben für ihr Anliegen, indem sie auf verschiedene unlogisch wirkende Folgen der bisherigen Regelung hinwiesen. Ebenso versuchten sie darzulegen, dass die Initiative den Tourismusstandort Schweiz stärkt, was dem Kaufkraftabfluss ins Ausland entgegenwirken würde. Linke und bürgerliche Parteien sowie Gewerkschaften und der Wirtschaftsdachverband Economiesuisse bezweifelten, dass das Gastgewerbe die Entlastung aus der Steuersenkung an die Kunden weitergeben würde. Sie befürchteten auch eine übermässige Belastung von Haushalten mit tieferen Einkommen durch die Anhebung des reduzierten Mehrwertsteuersatzes auf Nahrungsmittel. Mehr als 70 Prozent der Abstimmenden und alle Kantone lehnten die Vorlage ab.

### Öffentliche Krankenkasse
Seit 1996 ist die Krankenpflegeversicherung obligatorisch, und alle privaten Krankenkassen sind verpflichtet, jede Person in diese aufzunehmen. Das Obligatorium konnte die massiven Kostensteigerungen jedoch nicht verhindern. Elf Jahre später scheiterte eine Volksinitiative, die eine staatliche Einheitskrankenkasse einführen wollte. Im Mai 2012 reichten SP, Grüne sowie Patienten- und Konsumentenorganisationen erneut eine Initiative ein. Sie forderte eine einheitliche, öffentlich-rechtliche Krankenkasse, die durch Bund, Kantone sowie Versicherte und Leistungserbringer zu führen sei. Davon nicht betroffen sollte die Organisation der Zusatzversicherungen sein. Der Bundesrat gab einen indirekten Gegenvorschlag in die Vernehmlassung, der einen Teil der von den Initianten vorgebrachten Kritikpunkte aufnehmen sollte. Das Ergebnis fiel durchzogen aus, worauf der Bundesrat den Vorschlag fallen liess und das Parlament die Initiative deutlich zur Ablehnung empfahl. Die linken Befürworter priesen die Initiative als Mittel zur Kostendämpfung. Allein die wegfallenden Marketing- und Wechselkosten würden zu jährlichen Kosteneinsparungen von 300 bis 500 Millionen Franken und in der Folge zu tieferen Prämien führen. Während die Leistungserbringer in dieser Frage gespalten waren, wiesen die bürgerlichen Gegner darauf hin, dass der Systemwechsel mit unkalkulierbaren Risiken verbunden sei. Das Sparpotenzial sei letztlich gering, weil bereits im bestehenden System 95 Prozent der Gelder für die Leistungserbringung verwendet würden. Etwas mehr als drei Fünftel der Abstimmenden lehnten die Vorlage ab. Ja-Mehrheiten verzeichneten die Kantone Genf, Jura, Neuenburg und Waadt.

## Abstimmungen am 30. November 2014

### Ergebnisse
| Nr. | Vorlage | Art | Stimm- berechtigte | Abgegebene Stimmen | Beteiligung | Gültige Stimmen | Ja        | Nein      | Ja-Anteil | Nein-Anteil | Stände | Ergebnis |
| --- | --- | --- | ------------------ | ------------------ | ----------- | --------------- | --------- | --------- | --------- | ----------- | ------ | -------- |
| 587 | Eidgenössische Volksinitiative vom 19. Oktober 2012 «Schluss mit den Steuerprivilegien für Millionäre (Abschaffung der Pauschalbesteuerung)» | VI  | 5'247'489          | 2'618'768          | 49,91 %     | 2'581'239       | 1'053'125 | 1'528'114 | 40,80 %   | 59,20 %     | 1:22   | nein     |
| 588 | Eidgenössische Volksinitiative vom 2. November 2012 «Stopp der Überbevölkerung – zur Sicherung der natürlichen Lebensgrundlagen»             | VI  | 5'247'489          | 2'622'700          | 49,98 %     | 2'591'553       | 0'671'099 | 1'920'454 | 25,90 %   | 74,10 %     | 0:23   | nein     |
| 589 | Eidgenössische Volksinitiative vom 20. März 2013 «Rettet unser Schweizer Gold (Gold-Initiative)»                                             | VI  | 5'247'489          | 2'613'900          | 49,81 %     | 2'554'665       | 0'580'528 | 1'974'137 | 22,72 %   | 77,28 %     | 0:23   | nein     |

### Pauschalbesteuerung
Die Alternative Linke reichte im Oktober 2012 eine Volksinitiative ein. Sie hatte zum Ziel, die Pauschalbesteuerung (auch Besteuerung nach Aufwand genannt) in der Verfassung für unzulässig zu erklären, wie dies seit 2009 in den Kantonen Zürich, Appenzell Ausserrhoden, Basel-Landschaft, Basel-Stadt und Schaffhausen geschehen war. Neben der Pauschalbesteuerung sollte auch jede andere Form von Steuerprivilegien für natürliche Personen für unzulässig erklärt werden. Bundesrat und Parlament empfahlen die Initiative zur Ablehnung, wobei sie auf die volkswirtschaftliche Bedeutung und die kurz zuvor erfolgten Verschärfungen der Bemessungsgrundlagen verwiesen. Linke Parteien und Gewerkschaften traten für die Initiative ein. Die Befürworter argumentierten, die Zahl der Pauschalbesteuerten habe stark zugenommen und die bereits erfolgte Abschaffung in einzelnen Kantonen habe dort nicht zu einem Rückgang des Steuerertrags geführt. Ausserdem sei die Pauschalsteuer undemokratisch, weil sie mit dem Prinzip der Besteuerung nach wirtschaftlicher Leistungsfähigkeit breche und daher ein ungerechtes Steuerprivileg darstelle. Während es bei der GLP mehrere abweichende Kantonalparteien gab, sprachen sich die übrigen bürgerlichen Parteien und die Wirtschaftsverbände gegen die Vorlage aus. Sie hielten diese für einen Eingriff in die Steuerautonomie der Kantone. Darüber hinaus hätte eine Annahme erhebliche finanzielle Auswirkungen, die nicht genau beziffert werden könnten. Fast drei Fünftel der Abstimmenden lehnten die Vorlage ab, wobei nur in Schaffhausen eine knappe zustimmende Mehrheit resultierte.

### Stopp der Überbevölkerung
Der Verein Ecopop, der die Zuwanderung als Hauptursache des Bevölkerungswachstums für zahlreiche ökologische Probleme verantwortlich machte, reichte im November 2012 eine Volksinitiative ein. Sie verlangte, die Nettozuwanderung massiv auf 0,2 Prozent der Gesamtbevölkerung zu beschränken; ausserdem sollte der Bund dazu verpflichtet werden, einen Zehntel seiner Aufwendungen für Entwicklungszusammenarbeit in die Förderung der freiwilligen Familienplanung zu investieren. Bundesrat und Parlament empfahlen die Ablehnung der Initiative, da sie weder mit dem Freizügigkeitsabkommen noch mit dem EFTA-Übereinkommen vereinbar sei. Unterstützung erhielt sie lediglich von den Schweizer Demokraten, der Auto-Partei, sieben SVP-Kantonalparteien und der AUNS. Die Befürworter argumentierten, die Ecopop-Initiative enthalte im Gegensatz  zu der im Februar angenommenen Masseneinwanderungsinitiative konkrete Massnahmen gegen die Zuwanderung. Ebenso kombinierten sie ökologische Wachstumskritik mit fremdenfeindlichen Motiven. Alle anderen Parteien, die Gewerkschaften und die Wirtschaftsverbände bekämpften die Vorlage. Während die linken Gegner die ihrer Ansicht nach neokolonialistischen und xenophoben Aspekte hervorhoben, warnten die bürgerlichen Gegner vor negativen Auswirkungen auf die Wirtschaft. Drei Viertel der Abstimmenden und alle Kantone verwarfen die Vorlage.

### Gold-Initiative
Verschiedene Politiker der SVP missbilligten die Goldverkäufe der Schweizerischen Nationalbank (SNB) seit Beginn des 21. Jahrhunderts, weshalb sie im März 2013 eine Volksinitiative einreichten. Sie verlangte, dass die SNB mindestens 20 Prozent ihrer Aktiven in Gold halten müsse. Zudem sollten einmal erworbene Goldreserven nicht wieder veräussert werden dürfen. Überdies sollte die SNB dazu verpflichtet werden, alle ihre Goldreserven in der Schweiz zu lagern. Bundesrat und Parlament übten scharfe Kritik, weil die Handlungsfähigkeit der SNB stark eingeschränkt würde und das Verkaufsverbot bei einer expansiven Geldpolitik zu einer Aufblähung der Bilanz führen könnte. Während die Ablehnung im Ständerat einstimmig war, sprach sich im Nationalrat nur knapp die Hälfte der SVP-Fraktion dafür aus. Alle Parteien einschliesslich der SVP Schweiz empfahlen die Ablehnung der Vorlage, ebenso Gewerkschaften, Wirtschaftsverbände und die Finanzdirektoren der Kantone. Während die SNB keinen Zusammenhang zwischen Preisstabilität und Goldanteil in der Bilanz sah, betonte Finanzministerin Eveline Widmer-Schlumpf, dass unverkäufliches Gold in einer Krise wertlos sei. Auf die Seite der Befürworter stellten sich 20 SVP-Kantonalparteien, die Junge SVP und kleine Rechtsaussenparteien. Bei Annahme der Initiative könne das Gold sicherer verwahrt und die Nationalbank vor geldpolitischem Druck ausländischer Notenbanken beschützt werden. Mehr als drei Viertel der Abstimmenden und alle Kantone lehnten die Initiative ab.